# NGC 4843
NGC 4843 est une galaxie lenticulaire située dans la constellation de la Vierge. Sa vitesse par rapport au fond diffus cosmologique est de 5 248 ± 25 km/s, ce qui correspond à une distance de Hubble de 77,4 ± 5,4 Mpc (∼252 millions d'al). NGC 4843 a été découverte par l'astronome germano-britannique William Herschel en 1787.
NGC 4843 elle présente une large raie HI.
À ce jour, deux mesures non basées sur le décalage vers le rouge (redshift) donnent une distance de 67,600 ± 7,354 Mpc (∼220 millions d'al), ce qui est à l'intérieur des valeurs de la distance de Hubble. Notons cependant que c'est avec la valeur moyenne des mesures indépendantes, lorsqu'elles existent, que la base de données NASA/IPAC calcule le diamètre d'une galaxie et qu'en conséquence le diamètre de NGC 4843 pourrait être d'environ 47,1 kpc (∼154 000 al) si on utilisait la distance de Hubble pour le calculer.